# 金子真一郎
金子真一郎（かねこしんいちろう）は、日本のAV男優、哲学者、YouTuber、派遣労働者
。
日本初のM男優。芸名は観念絵夢。特殊男優としてアダルトビデオ界では、知る人ぞ知るという存在である。
現在は地元長野に滞在したり、都内でネットカフェに滞在しながら建築の日雇い派遣労働者として働いている。

## 略歴
長野県出身。長野県岡谷南高等学校を経て、立正大学哲学科に進学。大学時代は立正大学空手同好会(極真同好会)と軽音楽サークルと探検部に所属していた。空手の得意技はローキック。
大学卒業後、司書房へ就職した。漫画家の根本敬氏を担当。編集者と同時に司書房で発行されていたエロ本の男性モデルとしても活躍した。その後、三井物産へ転職。先物取引を担当し、勧業角丸証券(現みずほインベスターズ証券)を最後にサラリーマンを卒業した。
サラリーマン時代よりAV男優のアルバイトを始める。
三井物産在職時に、ライト柳田の出所祝いを自分が住む独身寮で行ったが、あまりの騒音に他の同僚から苦情があり、AV副業までがばれてしまう。三井物産を退職してV&RプランニングのアシスタントディレクターやAV男優とともにAV制作会社サン・チャイルドを立ち上げ、代表取締役に就任。三井物産の退職金や貯金を全て、起業したサン・チャイルドに注ぎ込むが、お金を持ち逃げされ、全財産を失う。
その後、マジックミラー号の企画を立ち上げて、倒産寸前の高橋がなり社長のソフトオンデマンド社を救済。また、AV男優の仕事とともに、アシスタントディレクターとして制作側の仕事にも関わった。
V&Rプランニングのバクシーシ山下監督がAV男優として重用したが、その中身はアムステルダム薬物投与実験、爆竹による全身爆破、人糞の尿道への挿入、フィリピンのイースター祭でのはりつけ（後に国際問題に発展）、世間に一石を投じた問題作の連続であった。
また包茎手術（大塚整形外科）を受け、その皮をソテーにして自ら食べたAV作品「全裸のランチ」にも出演する。
その後アロマ企画では、インドの見世物小屋で障害者娼婦とハメ撮りした問題作「インドの愉快な奇形たち」を金子真一郎商店というレーベルで発売する。この収録時にはガンジス川で溺れ、心配停止も経験した。
2000年頃からアダルトビデオの男優の仕事が減ってきたため、友達が経営していた西川口の風俗店の店長を勤めるも、退職して2005年頃にアダルトビデオ男優に復帰した。
プロレスの試合に出たこともあり、篠原光との対戦予定だったが、篠原が妊娠のために水無潤と対戦を行う。試合結果は水無のKO勝ち（水無は中野ジローの奥方である）。
2005年頃にアダルトビデオの男優に復帰するも、男優としての仕事がほとんどなくなり、SMクラブの雇われ経営者、渋谷での女性スカウト、フリーライターなども行う。しかし、いづれもうまくいかずに、一時期、派遣肉体労働者として辛酸を味わう。
AVのみならず、ピンク映画、薔薇族映画に出演。主演作もある。映画ではほとんどの男優陣が劇団員や演技の勉強をしてきた中で、演技経験が全く無い彼が、堂々とプロ役者の彼らと比べても遜色無い演技をしたのは特筆すべきものである。
盟友のビーバップみのる監督が制作監督した金子真一郎ドキュメンタリー「金子の感想」は第1回から第7回、最終回まであり、YouTube上で公開されている。
一時期、金子真一郎商店という独自レーベルより作品を何点か出している。
近年では、ビデオ男優としての仕事はほとんどなく、盟友のAV監督のカンパニー松尾、バクシーシ山下、ビーバップみのるらとは何度か新宿ロフトプラスワンでトークイベントを開催している。
2021年5月、覚醒剤を使用し渋谷のドン・キホーテで警察に捕まり、懲役1年6ヶ月･執行猶予3年となる。

## 代表作

### 映画
- 『縄と男たち3 男殺油地獄』(ENK, 1993)(配給：ENK　監督:橋口卓明 脚本:岡輝男 出演:真央はじめ、一条カズヤ、金子真一郎、西野奈々美、帆足哲朗、津川たかし)
- 『痴漢電車 いやらしい行為』(国映, 1993)(配給：国映　監督：佐藤寿保、脚本：五代響子／企画：朝倉大介、出演：林由美香　金子真一郎　今泉浩一　かわさきひろゆき　伊藤清美)
- 『どスケベ痴漢電車』(新日本映像, 1996)(配給：ミリオンフィルム、監督：植木俊幸、出演：河合純 宮内マリア 南条美樹 林田ちなみ 金子真一郎）
- 『走る男たち』(大蔵, 1996)(監督：小林悟、出演：渋谷和則、金子真一郎、港雄一、樹カズ、山本清彦)
- 『ザ・きもだめし　飛んで火に入るＡVギャル　劇場版』(大蔵, 1994)(監督：平野勝之、出演：ポンプ宇野、金子真一郎、井口昇、高槻彰、泉小春)

### テレビ
- 『ダラケ! 〜お金を払ってでも見たいクイズ〜』(BSスカパー,2017.03.09)セクシー男優ダラケ
- 「銭形金太郎」(TV朝日,2003)
- 「トゥナイト」(TV朝日,)ＡＶ男優の自宅訪問

### プロレス
- 『女闘美・博-キャットファイトエキスポ-』(新木場1stリング, 2009.05.01)(水無潤VS金子真一郎]

## ビデオ
- 『18歳　解禁のとき』(V&Rプランニング, 1993) - 監督:バクシーシ山下。演:林由美香、金子真一郎。
- 『全裸のランチ』(V&Rプランニング, 1993) - 監督:バクシーシ山下。出演:金子真一郎。
- 『インドの愉快な奇形たち』(金子真一郎商店, 1993) - 監督:金子真一郎。出演:金子真一郎。
- 『クィーア　THE GAY　FILM ゲイビデオの密かな愉しみ』(ENK, 1993) - 監督:柴原光。出演:金子真一郎。

- 『戦車とAVギャル』(1993年) - 監督:バクシーシ山下。封印作。
- 『死ぬほどセックスしてみたかった。』(1995年) - 封印作。監督:バクシーシ山下。
- 『SMワイドショー マゾに気をつけろ!!』(1996年7月16日) - 監督:バクシーシ山下。観念絵夢パートが封印。

- 『陽は昇り陽は沈む 西野翔 SOD移籍 年内引退 15年間、第一線で活躍し続けてきたレジェンド女優 『今、何を思う…』裸のドキュメント』(SODクリエイト, 2019) - 監督:バクシーシ山下。出演:金子真一郎、西野翔。

## YouTube
- 金子真一郎ドキュメンタリー　金子真一郎と遭遇する　#金子の感想　(第１回)
- 金子真一郎ドキュメンタリー　えんとつ町のプぺルを見た　#金子の感想　（第2回）
- 金子真一郎ドキュメンタリー　銭湯に行った　#金子の感想　（第3回）
- 金子真一郎ドキュメンタリー　（2021年2月13日時点での）東京オリンピックへの　#金子の感想（第４回）
- 金子真一郎ドキュメンタリー　東京ダイナマイトと遭遇する金子真一郎　#金子の感想（第５回）
- 金子真一郎ドキュメンタリー　映画「すばらしき世界」を見た　#金子の感想（第6回）
- 金子真一郎ドキュメンタリー　金子さんの履歴書　#金子の感想（第7回）
- 金子真一郎ドキュメンタリー　金子の感想の感想　#金子の感想（最終回）